# Чарпелеско (Асколи Пичено)
Чарпелеско (итал. Ciarpellesco) насеље је у Италији у округу Асколи Пичено, региону Марке.
Према процени из 2011. у насељу је живело 22 становника. Насеље се налази на надморској висини од 416 м.